# Trude Beiser
Trude Beiser (Lech, 2 settembre 1927) è un'ex sciatrice alpina austriaca. In seguito al matrimonio assunse anche il cognome del coniuge e per questo motivo è indicata anche come Trude Beiser-Jochum o Trude Jochum-Beiser.
Atleta di spicco della nazionale austriaca tra gli anni 1940 e 1950, fu la prima sciatrice capace di vincere due medaglie nello sci alpino ai Giochi olimpici. Nel suo palmarès vanta fra l'altro due titoli olimpici (nella combinata a Sankt Moritz 1948 e nella discesa libera a Oslo 1952) e uno iridato (nella discesa libera ad Aspen 1950).

## Biografia
Trude Beiser entrò a far parte della nazionale austriaca al termine della Seconda guerra mondiale e vinse le sue prima gare internazionali nel 1947. L'anno dopo esordì ai Giochi olimpici invernali: a Sankt Moritz 1948 vinse una medaglia in entrambe le gare disputate, l'oro nella combinata e l'argento nella discesa libera, divenendo così la prima atleta capace di vincere due medaglie nello sci alpino ai Giochi olimpici.
Subito dopo le Olimpiadi di Sankt Moritz la Beiser si ritirò dalle gare, si sposò ed ebbe un figlio; tornò alle competizioni in occasione dei Mondiali di Aspen 1950, dove conquistò la medaglia d'oro nella discesa libera e quella d'argento nello slalom gigante. Due anni dopo ai VI Giochi olimpici invernali di Oslo 1952 vinse la medaglia d'oro nella discesa libera e si classificò 11ª nello slalom gigante e 8ª nello slalom speciale.

## Palmarès

### Olimpiadi
- 3 medaglie, tutte valide anche ai fini dei Mondiali:
  - 2 ori (combinata a Sankt Moritz 1948; discesa libera a Oslo 1952)
  - 1 argento (discesa libera a Sankt Moritz 1948)

### Mondiali
- 2 medaglie, oltre a quelle vinte in sede olimpica:
  - 1 oro (discesa libera ad Aspen 1950)
  - 1 argento (slalom gigante ad Aspen 1950)